# The Mayhem Ball
A The Mayhem Ball Lady Gaga amerikai énekesnő nyolcadik, jelenleg is zajló koncertturnéja, amely a 2025-ös Mayhem című albumát népszerűsíti. Bár eredetileg nem tervezték, hogy 2025-ben megvalósul, a lemez iránti hatalmas érdeklődés miatt hirdették meg a turnét. Gaga ezúttal arénákban lép fel stadionok helyett, hogy teljes körű kreatív irányítást gyakorolhasson a produkció felett. A turné összesen 63 koncertből áll, és 2025. július 16-án kezdődött a T-Mobile Arenában (Paradise, USA), és várhatóan 2026. január 30-án zárul a tokiói Tokyo Dome-ban (Japán).
A műsor főként a Mayhem album dalaira épül, de felcsendülnek benne Gaga korábbi albumaiból is dalok. Az előadást széles körű kritikai elismerés övezte, különösen kiemelve a színpadi látványt, Gaga énekhangját, valamint a produkciós dizájnt, a jelmezeket és a koreográfiát.

## Bejelentés
2025. március 26-án Gaga a közösségi médiafelületein jelentette be a The Mayhem Tourt, kezdetben harminckettő észak-amerikai és európai koncertdátummal. Öt nappal később nyolc további koncertet jelentettek be. 2025. április 1-jén egy harmadik koncertet is bejelentettek a nevadai Paradise-ban. A következő nap további koncerteket hirdettek meg. Április 8-án az énekesnő további stadiondátumokat jelentett be Ausztráliában. Egy héttel később a nagy érdeklődésre való tekintettel újabb koncerteket jelentettek be Melbourne-ben és Sydney-ben is. Április 22-én három koncertet jelentettek be San Franciscóban, illetve négyet a kaliforniai Inglewoodban. Június 9-én bejelentették, hogy a koncertturné 2026-ban Japánban folytatódik: öt stadiondátumot hirdettek meg Oszakában és Tokióban. 2025. július 10-én egy további tokiói koncertet jelentettek be a nagy kereslet miatt.

A turné a Mayhem albumot népszerűsítő fesztiválokon és stadionokban tartott promóciós koncertek sorozatát követi. A turnéval és azzal kapcsolatban, hogy miért választotta az arénákat a stadionok helyett, az énekesnő a következőket nyilatkozta:
„Nem terveztem turnézni idén a szingapúri koncertjeim után, de az új albumra érkezett hihetetlen visszajelzések arra inspiráltak, hogy folytassam. Ezúttal arénákat választottunk, mert így lehetőségem van a show minden részletét úgy irányítani, ahogyan azt stadionokban egyszerűen nem lehet — és őszintén szólva, alig várom. Ez az előadás egy olyan színházi és lehengerlő élménynek készült, amely pontosan úgy kelti életre a Mayhem világát, ahogyan elképzeltem. A Mayhem Ball hivatalosan is érkezik hozzátok. Hamarosan találkozunk, szörnyecskék!”
A Hits és a Rolling Stone arról számolt be, hogy az előzetesen bejelentett mexikóvárosi, riói és szingapúri koncertek szintén a turné részét képezik. Azonban a turné hivatalos szervezője, a Live Nation, ezeket az eseményeket különálló címek alatt tünteti fel, ami arra utal, hogy nem tartoznak a Mayhem Ball hivatalos állomásai közé.

## Koncert-összefoglalás
A show átdolgozza a korábbi koncertek, például Gaga 2025-ös Coachella-fellépése és a riói Copacabana Beach-en tartott koncertje történetét és tematikus elemeit. Az előadás, amely a korábbiakhoz hasonlóan „The Art of Personal Chaos” (A személyes káosz művészete) címen fut, Gagát ábrázolja, amint szembenéz belső sötétségével és félelmeivel. Ezek a belső küzdelmek „Mayhem” karakterében öltenek testet, aki a teljes produkció során folyamatosan próbára teszi és „kínozza” őt.

## A kritikusok értékelései
Tomás Mier a Rolling Stone-tól dicsérte a 2025. július 16-i Paradise-beli koncertet, azt írva, hogy „Gaga nem egyszerűen felidézte a Coachella show-t — hanem továbbfejlesztette, kiélezte, megszórta némi nosztalgiával, és teljesen megvalósította azt a gótikus álmot, amelyet korábban csak érintőlegesen bemutatott”, hozzátéve, hogy az előadás „intimebbnek" érződött. Joe Lynch, a Billboard kritikusa szerint az előadás egy látványos, energikus és rendkívül szórakoztató élmény volt, amelyen Gaga a Mayhem legjobb számait – köztük néhány igazi örökzöldet – valamint korábbi tánczenei slágereket adott elő, mindezt ugyanabban a zenei és gondolati világban. Megjegyezte továbbá, hogy a „stadionon kívüli forróság ellenére a közönség teljes energiával vetette bele magát a koncertbe, amint Mother Monster színpadra lépett”. Melissa Ruggieri, az USA Today újságírója szerint a koncert méltán versenyezhet bármelyik Broadway-musicallel, és olyan helyszínként írta le, ahol az Abracadabra pop-gótikus hangzása, a diszkóvá alakított LoveGame, valamint a lélekig ható Shallow mind őszintén és hitelesen szólalnak meg. Hozzátette, hogy – ahogy Gaga is hangsúlyozta a koncert végén – „itt mindenki elfogadásra és tiszteletre talál”. Steven J. Horowitz, a Variety kritikusa szerint a koncert egy „lélegzetelállítóan precíz, tökéletesre hangolt show volt, amely ismét bizonyította, hogy Gaga sikere soha nem a véletlen műve – ez csak egy újabb emlékeztető arra, mennyi oldala és képessége van, és még fontosabb, hogy ezeket folyamatosan fejleszti és csiszolja.”

## Kereskedelmi teljesítmény
Eredetileg 32 dátummal tervezték a turnét, de a szervező Live Nation a nagy érdeklődésre való tekintettel további 13 koncertet adott hozzá több városban. 2025. április 3-án arról számoltak be, hogy a koncertekre már az általános jegyértékesítés első napján elfogytak a jegyek. A Billboard jelentésében azt írta, hogy a The Mayhem Ball lehet Gaga legnagyobb turnéja az elmúlt több mint egy évtizedben, a becslések szerint „100 millió dolláros bevétellel, de inkább a 125 millió felé robog”. Arra is kitértek, hogy a stadionokból arénákba való átköltözés esetleg „magasabb árakkal járhat, mint a The Chromatica Ballon, mivel minden este sokkal kevesebb ülőhely áll rendelkezésre”.

## Dallista
Ez a lista a 2025. július 16-i, Paradise-i koncertről származik.
Act I: Of Velvet and Vice
1. Bloody Mary
2. Abracadabra
3. Judas / Aura (egyveleg)
4. Scheiße
5. Garden of Eden
6. Poker Face

Act II: And She Fell Into a Gothic Dream
1. Perfect Celebrity
2. Disease
3. Paparazzi
4. LoveGame
5. Alejandro
6. The Beast

Act III: The Beautiful Nightmare That Knows Her Name
1. Killah
2. Zombieboy
3. LoveDrug
4. Applause
5. Just Dance

Act IV: Every Chessboard Has Two Queens
1. Shadow of a Man
2. Kill for Love
3. Summerboy
4. Born This Way
5. Million Reasons
6. Shallow
7. Die with a Smile
8. Vanish into You

Finale: Eternal Aria of the Monster Heart
1. Bad Romance

Ráadás
1. How Bad Do U Want Me

## A turné dátumai
| Dátum                | Város            | Ország           | Helyszín              | Eladott jegyek  | Bevétel       |
| Észak-Amerika        | Észak-Amerika    | Észak-Amerika    | Észak-Amerika         | Észak-Amerika   | Észak-Amerika |
| -------------------- | ---------------- | ---------------- | --------------------- | --------------- | ------------- |
| 2025. július 16.     | Paradise         | Egyesült Államok | T-Mobile Arena        | 44 530 / 44 530 | $11 094 860   |
| 2025. július 18.     | Paradise         | Egyesült Államok | T-Mobile Arena        | 44 530 / 44 530 | $11 094 860   |
| 2025. július 19.     | Paradise         | Egyesült Államok | T-Mobile Arena        | 44 530 / 44 530 | $11 094 860   |
| 2025. július 22.     | San Francisco    | Egyesült Államok | Chase Center          | 40 657 / 40 657 | $10 424 203   |
| 2025. július 24.     | San Francisco    | Egyesült Államok | Chase Center          | 40 657 / 40 657 | $10 424 203   |
| 2025. július 26.     | San Francisco    | Egyesült Államok | Chase Center          | 40 657 / 40 657 | $10 424 203   |
| 2025. július 28.     | Inglewood        | Egyesült Államok | Kia Forum             | 54 809 / 54 809 | $15 388 147   |
| 2025. július 29.     | Inglewood        | Egyesült Államok | Kia Forum             | 54 809 / 54 809 | $15 388 147   |
| 2025. augusztus 1.   | Inglewood        | Egyesült Államok | Kia Forum             | 54 809 / 54 809 | $15 388 147   |
| 2025. augusztus 2.   | Inglewood        | Egyesült Államok | Kia Forum             | 54 809 / 54 809 | $15 388 147   |
| 2025. augusztus 6.   | Seattle          | Egyesült Államok | Climate Pledge Arena  | 43 419 / 43 419 | $11 240 782   |
| 2025. augusztus 7.   | Seattle          | Egyesült Államok | Climate Pledge Arena  | 43 419 / 43 419 | $11 240 782   |
| 2025. augusztus 9.   | Seattle          | Egyesült Államok | Climate Pledge Arena  | 43 419 / 43 419 | $11 240 782   |
| 2025. augusztus 22.  | New York         | Egyesült Államok | Madison Square Garden | –               | –             |
| 2025. augusztus 23.  | New York         | Egyesült Államok | Madison Square Garden | –               | –             |
| 2025. augusztus 26.  | New York         | Egyesült Államok | Madison Square Garden | –               | –             |
| 2025. augusztus 27.  | New York         | Egyesült Államok | Madison Square Garden | –               | –             |
| 2025. augusztus 31.  | Miami            | Egyesült Államok | Kaseya Center         | –               | –             |
| 2025. szeptember 1.  | Miami            | Egyesült Államok | Kaseya Center         | –               | –             |
| 2025. szeptember 3.  | Miami            | Egyesült Államok | Kaseya Center         | –               | –             |
| 2025. szeptember 6.  | New York         | Egyesült Államok | Madison Square Garden | –               | –             |
| 2025. szeptember 7.  | New York         | Egyesült Államok | Madison Square Garden | –               | –             |
| 2025. szeptember 10. | Toronto          | Kanada           | Scotiabank Arena      | –               | –             |
| 2025. szeptember 11. | Toronto          | Kanada           | Scotiabank Arena      | –               | –             |
| 2025. szeptember 13. | Toronto          | Kanada           | Scotiabank Arena      | –               | –             |
| 2025. szeptember 15. | Chicago          | Egyesült Államok | United Center         | –               | –             |
| 2025. szeptember 17. | Chicago          | Egyesült Államok | United Center         | –               | –             |
| 2025. szeptember 18. | Chicago          | Egyesült Államok | United Center         | –               | –             |
| Európa               |                  |                  |                       |                 |               |
| 2025. szeptember 29. | London           | Anglia           | O2 Aréna              | –               | –             |
| 2025. szeptember 30. | London           | Anglia           | O2 Aréna              | –               | –             |
| 2025. október 2.     | London           | Anglia           | O2 Aréna              | –               | –             |
| 2025. október 4.     | London           | Anglia           | O2 Aréna              | –               | –             |
| 2025. október 7.     | Manchester       | Anglia           | Co-op Live            | –               | –             |
| 2025. október 8.     | Manchester       | Anglia           | Co-op Live            | –               | –             |
| 2025. október 12.    | Stockholm        | Svédország       | Avicii Arena          | –               | –             |
| 2025. október 13.    | Stockholm        | Svédország       | Avicii Arena          | –               | –             |
| 2025. október 15.    | Stockholm        | Svédország       | Avicii Arena          | –               | –             |
| 2025. október 19.    | Assago           | Olaszország      | Unipol Forum          | –               | –             |
| 2025. október 20.    | Assago           | Olaszország      | Unipol Forum          | –               | –             |
| 2025. október 28.    | Barcelona        | Spanyolország    | Palau Sant Jordi      | –               | –             |
| 2025. október 29.    | Barcelona        | Spanyolország    | Palau Sant Jordi      | –               | –             |
| 2025. október 31.    | Barcelona        | Spanyolország    | Palau Sant Jordi      | –               | –             |
| 2025. november 4.    | Berlin           | Németország      | Uber Arena            | –               | –             |
| 2025. november 5.    | Berlin           | Németország      | Uber Arena            | –               | –             |
| 2025. november 9.    | Amszterdam       | Hollandia        | Ziggo Dome            | –               | –             |
| 2025. november 11.   | Antwerpen        | Belgium          | Sportpaleis           | –               | –             |
| 2025. november 13.   | Décines-Charpieu | Franciaország    | LDLC Arena            | –               | –             |
| 2025. november 14.   | Décines-Charpieu | Franciaország    | LDLC Arena            | –               | –             |
| 2025. november 17.   | Párizs           | Franciaország    | AccorHotels Arena     | –               | –             |
| 2025. november 18.   | Párizs           | Franciaország    | AccorHotels Arena     | –               | –             |
| 2025. november 20.   | Párizs           | Franciaország    | AccorHotels Arena     | –               | –             |
| 2025. november 22.   | Párizs           | Franciaország    | AccorHotels Arena     | –               | –             |
| Óceánia              |                  |                  |                       |                 |               |
| 2025. december 5.    | Melbourne        | Ausztrália       | Marvel Stadion        | –               | –             |
| 2025. december 6.    | Melbourne        | Ausztrália       | Marvel Stadion        | –               | –             |
| 2025. december 9.    | Brisbane         | Ausztrália       | Suncorp Stadion       | –               | –             |
| 2025. december 12.   | Sydney           | Ausztrália       | Accor Stadion         | –               | –             |
| 2025. december 13.   | Sydney           | Ausztrália       | Accor Stadion         | –               | –             |

| Dátum            | Város  | Ország | Helyszín     | Eladott jegyek | Bevétel |
| Ázsia            | Ázsia  | Ázsia  | Ázsia        | Ázsia          | Ázsia   |
| ---------------- | ------ | ------ | ------------ | -------------- | ------- |
| 2026. január 21. | Oszaka | Japán  | Kyocera Dome | –              | –       |
| 2026. január 22. | Oszaka | Japán  | Kyocera Dome | –              | –       |
| 2026. január 25. | Tokió  | Japán  | Tokyo Dome   | –              | –       |
| 2026. január 26. | Tokió  | Japán  | Tokyo Dome   | –              | –       |
| 2026. január 29. | Tokió  | Japán  | Tokyo Dome   | –              | –       |
| 2026. január 30. | Tokió  | Japán  | Tokyo Dome   | –              | –       |
| Totál            |        |        |              |                |         |

## Lásd még
- Lady Gaga koncertjeinek és fellépéseinek listája

## Fordítás
- Ez a szócikk részben vagy egészben  a   The Mayhem Ball című angol Wikipédia-szócikk fordításán alapul.  Az eredeti cikk szerkesztőit annak laptörténete sorolja fel. Ez a jelzés csupán a megfogalmazás eredetét és a szerzői jogokat jelzi, nem szolgál a cikkben szereplő információk forrásmegjelöléseként.